# Wersele
Wersele (dawniej: Wiersele) – wieś w Polsce położona w województwie podlaskim, w powiecie suwalskim, w gminie Przerośl.
Wieś królewska starostwa niegrodowego przeroskiego położona była w końcu XVIII wieku w powiecie grodzieńskim województwa trockiego. W latach 1975–1998 miejscowość administracyjnie należała do województwa suwalskiego.
Na północ od wsi znajduje się Jezioro Werselskie.
W okresie międzywojennym stacjonowała tu placówka Straży Celnej „Wersele”.